# Ulmeni (Călărași)
Ulmeni è un comune della Romania di 5 191 abitanti, ubicato del distretto di Călărași, nella regione storica della Muntenia.